# یواس‌اس انترپرایز (سی‌وی-۶)
یواس‌اس انترپرایز (سی‌وی-۶) (به انگلیسی: USS Enterprise (CV-6)) یک کشتی بود. این کشتی در سال ۱۹۳۶ ساخته شد.